# Estação Entre Campos
Entre Campos é uma estação do Metropolitano de Lisboa. Situa-se no concelho de Lisboa, em Portugal, entre as estações Cidade Universitária e Campo Pequeno da Linha Amarela. É uma das onze estações pertencentes à rede original do Metropolitano de Lisboa, inaugurada a 29 de dezembro de 1959.

## Descrição
Esta estação está localizada na Av. da República, entre a Rotunda de Entrecampos e o entroncamento com a Rua José Carlos dos Santos, possibilitando o acesso à Biblioteca Nacional e à Estação Ferroviária de Entrecampos da Infraestruturas de Portugal. O projeto arquitetónico original (1959) é da autoria do arquiteto Falcão e Cunha e as intervenções plásticas da pintora Maria Keil.

## História
Após cerca de 9 meses de obra, no dia 29 de abril de 2022, foram inaugurados três novos elevadores no átrio sul da estação, um com ligação à superfície da Av. da República e os outros dois com ligação a cada uma das plataformas. Para além disso foram também modificadas as escadas da galeria de ligação à Estação Ferroviária de Entrecampos de forma a incluírem agora uma zona em rampa.

## Intervenções

### Ampliação
A 15 de julho de 1973 foi concluída a ampliação da estação com base num projeto arquitetónico da autoria do arquiteto Dinis Gomes e as intervenções plásticas da pintora Maria Keil. A ampliação da estação implicou o prolongamento das plataformas e a construção do átrio sul.

### Remodelação
A 11 de dezembro de 1993 foi concluída a remodelação completa da estação com base num projeto arquitetónico da autoria do arquiteto Sanchez Jorge e as intervenções plásticas do pintor e gravurista Bartolomeu Cid dos Santos e do designer e artista plástico José Santa-Bárbara.

## Acessos
Esta estação conta com nove acessos pedonais e dois elevadores entre o átrio e a superfície:
- Acesso 1 - está localizado no passeio poente da Av. da República, próximo da Rotunda de Entrecampos. Está direcionado para norte e conta com escadas pedonais.
- Acesso 2 - está localizado no passeio poente do Jardim do Campo Grande, próximo da Rotunda de Entrecampos. Está direcionado para noroeste e conta com escadas pedonais.
- Acesso 3 - está localizado no passeio poente do Jardim do Campo Grande, próximo da Rotunda de Entrecampos. Está direcionado para norte e conta com escadas pedonais. Encontra-se atualmente encerrado.
- Acesso 4 - está localizado no passeio poente da Av. da República, próximo do entroncamento com a Rua José Carlos dos Santos. Está direcionado para norte e conta com escadas pedonais.
- Acesso 5 - está localizado no passeio nascente da Av. da República, próximo do entroncamento com a Rua José Carlos dos Santos. Está direcionado para norte e conta com escadas pedonais.
- Acesso 6 - está localizado no passeio poente da Av. da República, próximo do entroncamento com a Rua José Carlos dos Santos. Está direcionado para norte e conta com escadas pedonais.
- Acesso 7 - está localizado no passeio nascente da Av. da República, próximo do entroncamento com a Rua José Carlos dos Santos. Está direcionado para sul e conta com escadas pedonais.
- Acesso 8 - está localizado no passeio poente da Av. da República, próximo do entroncamento com a Rua Cordeiro de Sousa. Está direcionado para norte e conta com escadas pedonais.
- Acesso 9 / Elevador 1 - está localizado no interior do edifício da Estação Ferroviária de Entrecampos. Está direcionado para sul e conta com duas escadas mecânicas assim como escadas pedonais e um elevador.
- Elevador 2 - está localizado no passeio poente da Av. da República, próximo do entroncamento com a Rua José Carlos dos Santos, direcionado para nascente.